# Кашмирский язык
Кашми́рский язы́к, или кашми́ри (кашм. کٲشُر / कॉशुर Kạ̄šur [kəːʃur]) — язык дардской группы индоевропейской языковой семьи. Распространён главным образом в союзной территории Джамму и Кашмир (Индия), в так называемой Кашмирской долине — обширной межгорной котловине, расположенной между хребтами Малых и Больших Гималаев. Отдельные группы выходцев из Кашмира встречаются в округе Джамму, в других штатах Индии, а также в Пакистане (в основном в так называемом Азад-Кашмире — подконтрольной Пакистану части бывшего княжества Джамму и Кашмир). Число носителей — около 7,1 млн.

## История
Принято считать, что начало письменной традиции на кашмири относится к XIV веку; тем не менее, дошедшие до нас тексты этой эпохи практически отсутствуют. Письменная история кашмирского языка может быть достоверно прослежена в течение последних трёх или более столетий. 

## Письменность
Традиционная кашмирская письменность базировалась на арабском письме в его персидской модификации с рядом дополнительных знаков. Небольшая община носителей кашмири, исповедующих индуизм, в прошлом пользовалась также письменностью шарада, восходящей к древнеиндийскому письму брахми. В настоящее время для кашмири применяется арабское письмо в модификации урду, также снабжённое дополнительными знаками. Со стороны кашмириязычных индусов предпринимаются отдельные попытки приспособить для кашмири индийское письмо деванагари.
Кашмирский алфавит:
| Буква | МФА  | Буква | МФА  | Буква | МФА     | Буква | МФА   | Буква | МФА  | Буква | МФА   |
| ----- | ---- | ----- | ---- | ----- | ------- | ----- | ----- | ----- | ---- | ----- | ----- |
| اَ     | /a/  | د     | /d̪/  | ض     | /z/     | م     | /m/   | ای    | /iː/ | ٹھ    | /ʈʰ/  |
| ب     | /b/  | ڈ     | /ɖ/  | ط     | /t̪/     | ن     | /n, ̃/ | إ     | /ɨ/  | چھ    | /t͡ʃʰ/ |
| پ     | /p/  | ذ     | /z/  | ظ     | /z/     | و     | /w/   | ٳ     | /ɨː/ | ژھ    | /t͡sʰ/ |
| ت     | /t̪/  | ر     | /r/  | ع     | / ʔ, ∅/ | ہ     | /h/   | اُ     | /u/  | کھ    | /kʰ/  |
| ٹ     | /ʈ/  | ڑ     | /ɽ/  | غ     | /g/     | ؠ     | /ʲ/   | اوٗ    | /uː/ | تھ    | /t̪̪ʰ/  |
| ث     | /s/  | ز     | /z/  | ف     | /f, pʰ/ | ے     | /j/   | اۆ    | /o/  | او    | /oː/  |
| ج     | /d͡ʒ/ | ژ     | /t͡s/ | ق     | /k/     | آ     | /aː/  | اۄ    | /ɔ/  | اۄا   | /ɔː/  |
| چ     | /t͡ʃ/ | س     | /s/  | ک     | /k/     | أ     | /ə/   | اےٚ    | /e/  | اے    | /eː/  |
| ح     | /h/  | ش     | /ʃ/  | گ     | /g/     | ٲ     | /əː/  | پھ    | /pʰ/ |       |       |
| خ     | /kʰ/ | ص     | /s/  | ل     | /l/     | اِ     | /i/   | تھ    | /tʰ/ |       |       |

## Википедия на кашмирском языке
Существует раздел Википедии на кашмирском языке («Википедия на кашмирском языке»). По состоянию на 19:41 (UTC) 19 марта 2025 года раздел содержит 6521 статью (общее число страниц — 16 692); в нём зарегистрирован 12 181 участник, двое из них имеют статус администратора; 33 участника совершили какие-либо действия за последние 30 дней; общее число правок за время существования раздела составляет 105 210.

## Лингвистическая характеристика

### Фонетика и фонология
Для системы гласных кашмири характерно наличие развитого фонологического среднего ряда. Передние гласные иногда рассматриваются как варианты гласных среднего ряда в позиции после палатализованных или палатальных согласных и йота. Противопоставление по длительности охватывает все гласные фонемы. Фонологической назализации гласных не отмечено, однако сочетания типа «гласный + n» в середине слова перед согласным фонетически реализуются в виде назализованных гласных. Для системы согласных характерна оппозиция придыхательных и непридыхательных, охватывающая глухие смычные (в отличие от индоарийских языков, где она чаще всего обнаруживается как у глухих, так и у звонких). Отличительной особенностью кашмирской фонологии является наличие оппозиций по признаку палатализации и лабиализации, охватывающих все согласные фонемы, кроме палатальных (не принимающих палатализации) и лабиальных (не принимающих лабиализации). Имеются два ряда аффрикат: зубной и палатальный. Как и во всех прочих языках данного ареала, в консонантной системе кашмири представлен церебральный ряд, однако, в отличие от большинства дардских языков, он включает только взрывные и не включает аффрикат и сибилянтов.

#### Слог
Наиболее часты в кашмири слоги структуры CVC. Отмечены также слоги типа VC и CV. Слоги с консонантными группами (VCC, CVCC, CCVC, CCVCC) достаточно редки, за исключением слогов с начальными сочетаниями типа «согласный + r» или же с сочетаниями типа «n + согласный» в позиции после гласного.

### Морфология

#### Состав и характер морфологических категорий
В языке имеются четыре падежа и два грамматических рода: мужской и женский.

### Структура предложения
Кашмири относится к языкам со структурой фразы SVO. Используется эргативная схема построения предложений.

### Лексика
Основу кашмирской лексики составляют исконные слова, многие из которых обнаруживают этимологические соответствия в других дардских языках, в особенности в языках восточнодардской группы, куда входит кашмири. В силу ряда исторических причин в кашмирском словаре весьма высока доля заимствований. Наибольшее их число проникло из персидского (или, точнее, классического новоперсидского) литературного языка, многие века являвшегося официальным языком Кашмира. Этот язык повлиял на проникновение в кашмири весьма большого количества арабских заимствований. На иранизмы и арабизмы приходится основная часть кашмирской культурной лексики. Число таких заимствований продолжает расти и в настоящее время: слова персидского и арабского происхождения проникают в кашмири посредством влияния урду — официального языка Джамму и Кашмира. Значительную долю лексики кашмири составляют заимствования из индоарийских языков. Часть их была усвоена из урду, часть — из неизвестного новоиндийского языка, близкого к диалектам северо-западного Пенджаба и языкам пахари. Индоарийскими заимствованиями являются, например, многие хозяйственные термины и названия предметов домашнего обихода. В языке кашмирцев-индусов имеется некоторое количество заимствований из санскрита, главным образом индуистских религиозных терминов. Начиная со второй половины XIX века, сильное влияние на кашмири оказывает английский язык.

## Диалекты
Диалекты кашмири крайне плохо изучены. В Кашмирской долине обычно выделяют 3 диалектных ареала: Камраз (на севере и западе), Мараз (на юге и востоке) и Ямраз (в районе столицы Кашмира Сринагара). Распространённые в этих ареалах диалекты называют камрази, марази и ямрази соответственно. Диалект Сринагара (ямрази) лежит в основе стандартного языка. За пределами собственно Кашмира к кашмирским диалектам относят каштавари, распространённый на севере округа Джамму. При несомненной генетической близости к стандартному кашмири каштавари обнаруживает с последним и немало различий на разных уровнях языка, что заставляет считать вопрос о возможности отнесения его к числу диалектов кашмири открытым. Отдельную проблему представляют распространенные в округе Джамму сираджи и погули, раньше иногда рассматривавшиеся как переходное звено между кашмири и соседними индоарийскими языками. В настоящее время представляется вероятным, что они являются языками индоарийской группы, подвергшимися сильному кашмирскому влиянию. Ряд специфических фонологических, морфологических и лексических черт характерен для языка кашмирцев-индусов. Это позволяет говорить об индусском кашмири как об отдельном диалекте кашмирского языка.

## Образец текста
Статья 1 Всеобщей декларации прав человека:

سٲری اِنسان چھِ آزاد زامٕتؠ۔ وؠقار تہٕ حۆقوٗق چھِ ہِوی۔ تِمَن چھُ سوچ سَمَج عَطا کَرنہٕ آمُت تہٕ تِمَن پَزِ بٲے بَرادٔری ہٕنٛدِس جَذباتَس تَحَت اَکھ أکِس اَکار بَکار یُن
[səːriː insaːn t͡ʃʰi aːzaːd zaːmɨtʲ . wʲakaːr tɨ hokuːk t͡ʃʰi hiwiː . timan t͡ʃʰu soːt͡ʃ samad͡ʒ ataː karnɨ aːmut tɨ timan pazi bəːj baraːdəriː hɨndis d͡ʒazbaːtas tahat akʰ əkis akaːr bakaːr jun]
Перевод:

Все люди рождаются свободными и равными в своём достоинстве и правах. Они наделены разумом и совестью и должны поступать в отношении друг друга в духе братства.

### Учебники
- Koul, Omkar N. An Intensive Course in Kashmiri (англ.). — Майсур: Центральный институт индийских языков, 1985. — (Intensive Course Series).